# Siga prefektúra
A Siga prefektúra  (滋賀県; Hepburn: Shiga-ken) Japán egyik prefektúrája a Kanszai (Kinki) régióban, Honsú szigetén. Székhelye Ócu.

## Történelem
A prefekturális rendszer megalapítása előtt a Siga prefektúra Ómi tartomány néven volt ismert.

## Földrajz

### Városok
- Higasiómi
- Hikone
- Jaszu
- Koka
- Konan
- Kuszacu
- Maibara
- Morijama
- Nagahama
- Ócu
- Ómihacsiman
- Rittó
- Takasima

### Kisvárosok, falvak
- Ecsi körzet
  - Aisó
- Gamó körzet
  - Hino
  - Rjúó
- Inukami körzet
  - Kóra
  - Taga
  - Tojoszato